# 시스템볼라겟
시스템볼라겟(Systembolaget)은 구어적으로 systemet ("더 시스템") 또는 bolaget ("더 컴퍼니")으로 알려져 있으며, 스웨덴의 정부 소유 주류 판매점 체인이다. 이곳은 알코올 도수 3.5%를 초과하는 술을 판매할 수 있는 유일한 소매점이다. 시스템볼라게트는 스웨덴 시장에서 주류를 판매하는 민간 기업을 위한 통로 역할을 하며, 2023년 기준 현재 소규모 현지 양조장에서 대규모 수입업자 및 다국적 기업에 이르는 1,200개의 공급업체를 대표하며 전 세계 5,000개 이상의 생산자로부터 제품을 판매하고 있다.
시스템볼라게트는 무알코올 음료도 판매하지만, 이 제품군은 회사 음료 총 판매량의 0.5% 미만을 차지한다. 시스템볼라게트에서 술을 구매할 수 있는 최소 연령은 20세이다. 스웨덴의 레스토랑과 바에서는 주류 구매 법적 연령이 18세이지만, 바와 클럽은 원한다면 자율적으로 18세보다 높은 연령 제한을 설정할 수 있다.
시스템볼라게트의 상점은 평일에는 20:00, 토요일에는 15:00까지 영업해야 한다. 일요일과 공휴일에는 모든 시스템볼라게트 상점이 문을 닫는다. 시스템볼라게트 상점은 크리스마스 이브와 한여름 이브에도 문을 닫는다.

## 관련 법률

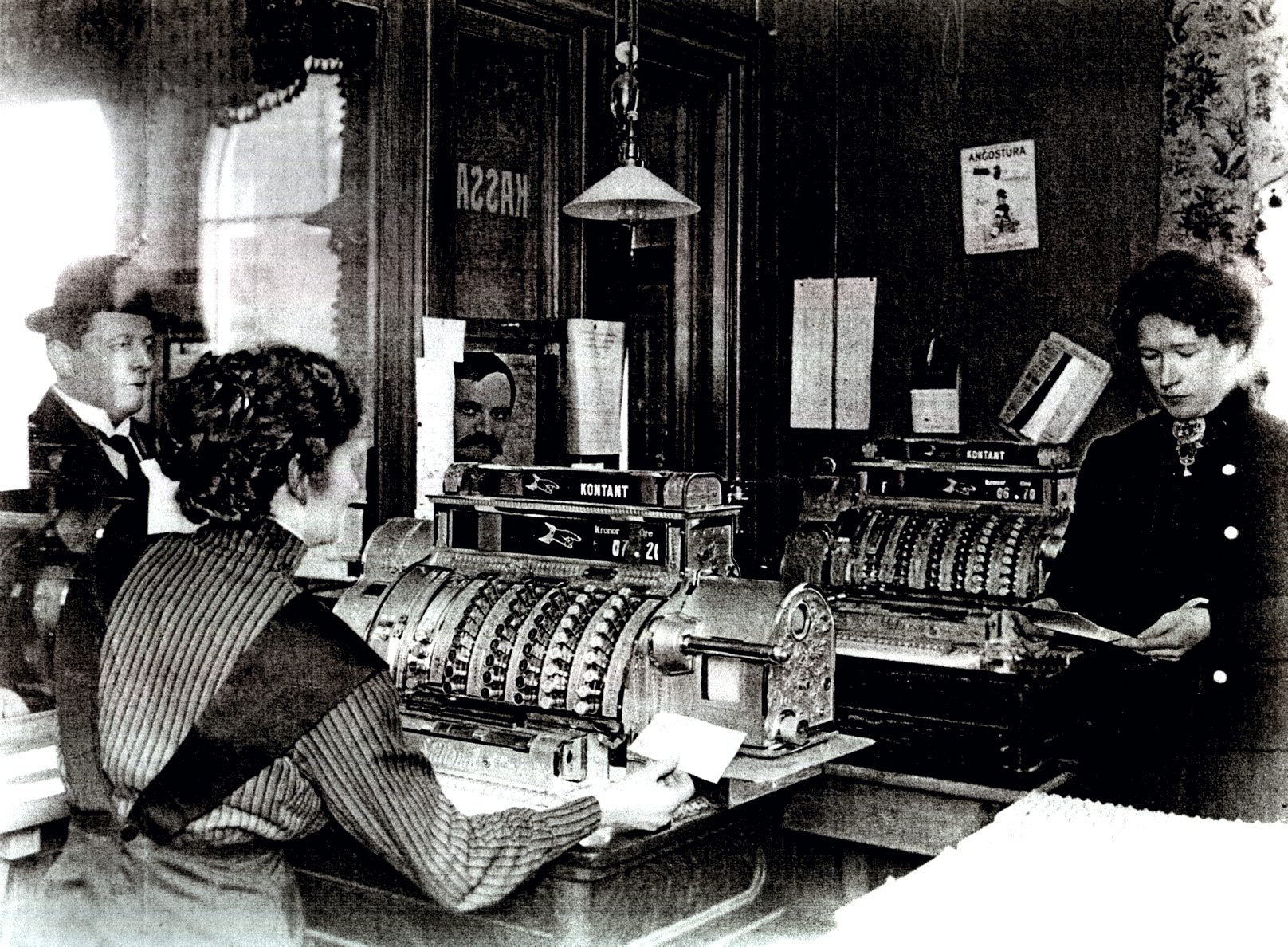
1916년경 벡셰의 시스템볼라게트 상점 계산대 내부.

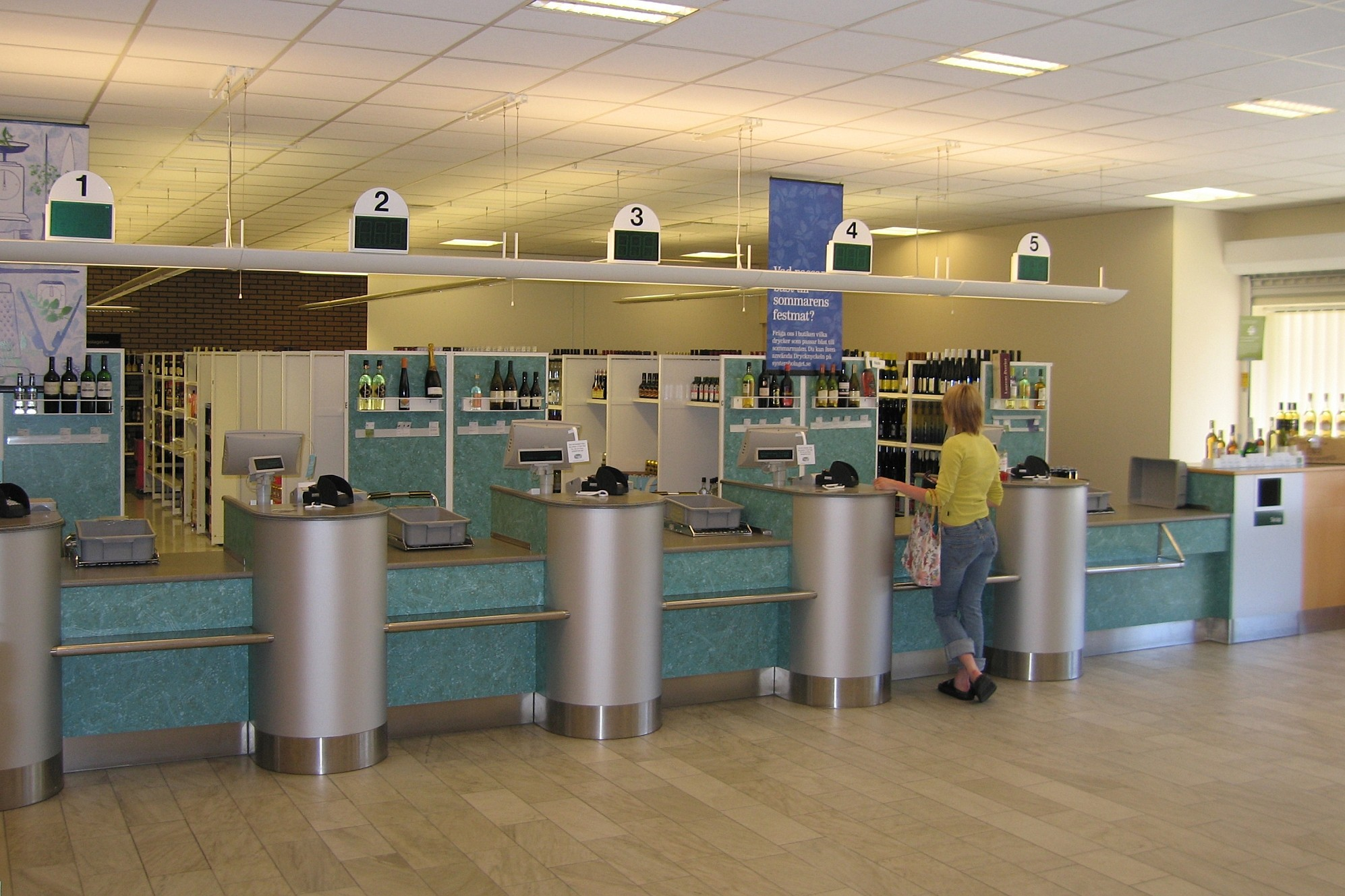
2006년 6월, 고객이 주문하는 카운터가 있는 시스템볼라게트 상점의 전통적인 배치. 오늘날 모든 상점은 슈퍼마켓 스타일의 셀프 서비스를 사용한다.

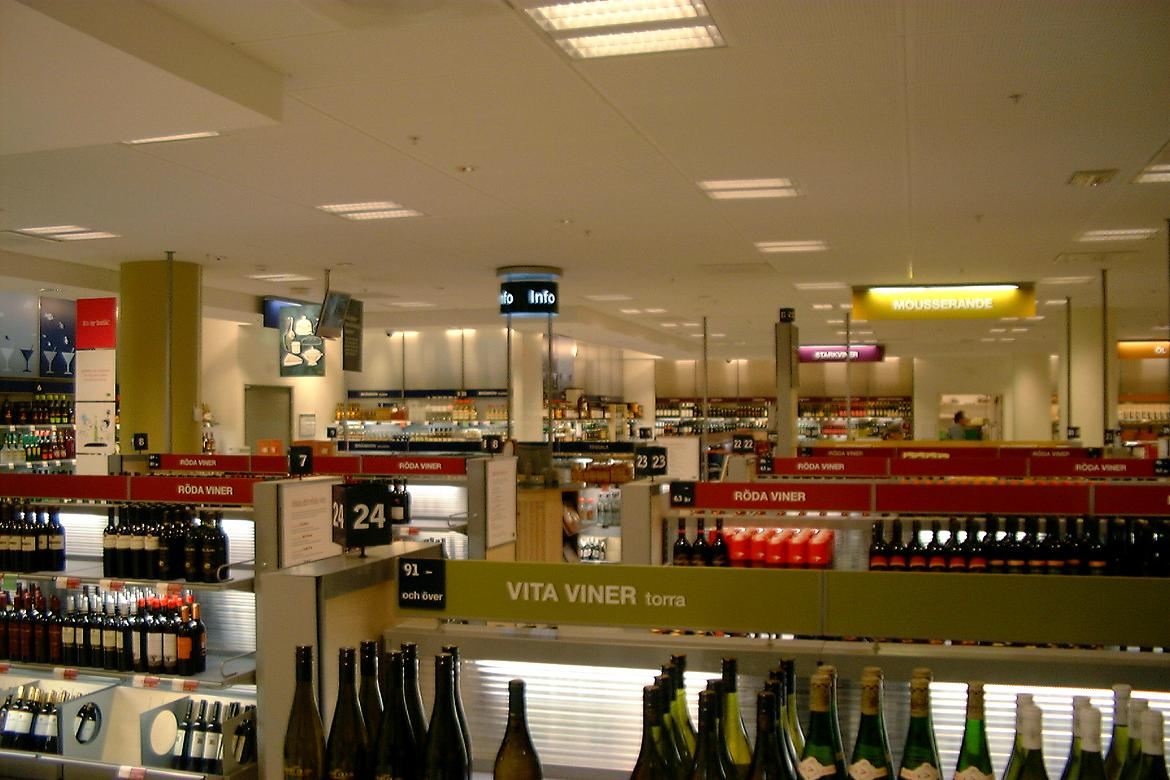
스웨덴 쇠데르텔리에의 셀프서비스 시스템볼라게트. 이것은 1990년대 이후 시스템볼라게트 상점의 일반적인 배치이다.

시스템볼라게트 상점 운영 방식에는 다음과 같은 여러 법률과 규칙이 적용된다.
- 맥주 캔과 병을 포함한 모든 제품(재고가 없어 사전 주문해야 하는 제품 제외)은 개별적으로 판매된다. 사전 주문된 제품은 제조업체가 허용하는 최소 주문량에 해당하는 수량으로만 판매될 수 있다. 일부 전통적인 스웨덴 주류는 명절 팩으로도 판매된다.
- "하나 사면 하나 더"와 같은 할인 및 "캔 1개 20 크로나, 캔 2개 30 크로나"와 같은 거래는 금지된다.
- 특정 제품이 다른 제품보다 선호되어서는 안 된다. 이는 실제로 맥주가 냉장되지 않는다는 것을 의미한다. 왜냐하면 그렇지 않으면 모든 맥주를 냉장해야 하는데, 이는 너무 비싸기 때문이다.
- 알코올 3.5%를 초과하는 음료를 구매할 수 있는 최소 연령은 20세이다. 시스템볼라게트가 독점권을 가지는 주된 이유는 이러한 연령 제한을 강제하기 위함이다. 여러 테스트에서 레스토랑과 식품점에서 종종 법정 최소 연령인 18세 미만인 사람들에게 3.5% 맥주를 판매하는 것으로 나타났다.
- 25세 미만으로 보이는 사람은 신분증을 제시해야 한다. 이는 북유럽 국가에서 발급된 인증된 신분증이나 운전면허증, EU/EEA 국가에서 발급된 국가 신분증 또는 여권이어야 한다.[5]
- 시스템볼라게트는 술에 취한 사람이나 법적 연령 미만인 사람을 위해 구매하는 것으로 의심되는 사람에게 주류를 판매할 수 없다.
- 수익성 있는 시스템볼라게트 상점을 운영하기에는 너무 작고 상점에서 너무 멀리 떨어진 마을에서는 시스템볼라게트가 식품점에 주류 판매를 위탁한다. 이러한 주류는 수요에 따라 판매되어야 하며, 다른 식품이나 음료와 함께 선반에 진열되어서는 안 된다.

시스템볼라게트는 스웨덴 소비자에게 주류를 판매하는 데 있어 엄격한 독점 지위를 가지며, 다음 예외가 있다.
- 레스토랑과 바는 현장에서 소비할 목적으로 주류를 판매할 수 있으며, 고객은 해당 장소에서 주류를 가지고 나갈 수 없다(병은 직원이 개봉한다). 다른 나라에서는 식사 후 남은 와인을 집으로 가져갈 수 있지만, 스웨덴에서는 소비하거나 버려야 한다.
- EU 규정 및 판례에 따라 개인 소비를 위한 개인 수입은 개인 여행 중과 우편을 통한 경우 모두 허용된다.[6] 그러나 스웨덴은 우편으로 발송된 주류 수령인에게 세금을 부과할 수 있다.
- 다른 회사(생산자 및 수입업자)는 레스토랑 및 바에 직접 판매할 수 있다(EU 강제 규정).
- 포도원과 같은 주류 생산자는 소비자에게 직접 제품을 판매할 수 없지만, 전국적인 판매를 할 만큼 규모가 크지 않은 경우 가장 가까운 시스템볼라게트 상점을 통해 판매할 권리가 있다. 이는 2022년 선거에서 논쟁의 쟁점이었고, 새 정부는 이러한 상점을 허용하는 법률을 제안했으며 2025년 중에 시행될 예정이다.[7]
- EU 외부 항공편에 체크인한 사람들에게는 공항의 수출 및 면세점에서 주류를 판매할 수 있다.[8] 스웨덴 해역을 항해하는 보트 상점에서는 주류를 판매할 수 없지만, 국제 또는 외국 해역 경계에서 상점이 문을 연다.

1995년 유럽 연합 가입의 일환으로 스웨덴과 핀란드는 국영 주류 독점을 허용하는 자유 무역 협정의 예외를 부여받은 유일한 두 EU 회원국이다.

## 세금 및 가격 책정
자유 무역 지역 내의 다른 국영 독점 기업과 마찬가지로 운영을 규정하는 여러 측면이 있다. 모든 제품 선택 및 전시는 고객 선호도를 기반으로 해야 하며, 모든 생산자 및 유통업체는 동일하게 취급되어야 한다. 모든 마케팅 활동은 회사 자체 및 서비스에 대한 것이어야 하며, 개별 제품에 대한 것이어서는 안 된다. 또한 모든 제품이 가격이 아닌 알코올 함량에 따라 세금이 부과되고, 모든 제품이 동일한 이윤으로 판매되는 이유도 여기에 있다. 이는 유사한 크기의 일반 보드카가 프리미엄 브랜드 증류주 병에 비해 매우 비싸게 느껴질 수 있는 이유를 설명한다.
맥주는 해외 여행 중 구매로부터 스웨덴 양조장과 그들의 고용 기회를 보호하기 위해 더 이상 높은 세금이 부과되지 않는다. 2023년 기준 현재 알코올 % 및 리터당 2.12 SEK이며, 이는 5% 맥주 캔(50 cl)당 5.3 SEK를 의미한다. 이러한 캔은 보통 시스템볼라게트에서 약 10 SEK(0.88 유로)이다. 와인의 경우, 와인의 알코올 도수에 따라 세금이 증가한다. 12% 와인의 경우 리터당 세금은 27.49 SEK이다. 증류주의 경우, 알코올 % 및 리터당 세금은 5.2697 SEK이다(리터 알코올당 526.97 SEK, 또는 50% 1리터당 263.48 SEK).
|                                 | 2008   | 2014   | 2015   | 2017–2022 | 2023   | 2024   |
| 맥주 (리터 및 알코올 도수당)    |        |        |        |           |        |        |
| 0.5% ABV ≤ 2.8% ABV             | 0.00   | 0.00   | 0.00   | 0.00      | 0.00   | 0.00   |
| > 2.8% ABV                      | 1.66   | 1.78   | 1.94   | 2.02      | 2.12   | 2.28   |
| 와인 및 기타 발효 음료 (리터당) |        |        |        |           |        |        |
| 1.2% ABV ≤ 2.25% ABV            | 0.00   | 0.00   | 0.00   | 0.00      | 0.00   | 0.00   |
| 2.25% ABV ≤ 4.5% ABV            | 7.58   | 8.11   | 8.84   | 9.19      | 9.65   | 10.38  |
| 4.5% ABV ≤ 7% ABV               | 11.20  | 11.98  | 13.06  | 13.58     | 14.26  | 15.34  |
| 7% ABV ≤ 8.5% ABV               | 15.41  | 16.49  | 17.97  | 18.69     | 19.62  | 21.12  |
| 8.5% ABV ≤ 15% ABV              | 21.58  | 23.09  | 25.17  | 26.18     | 27.49  | 29.58  |
| 15% ABV ≤ 18% ABV               | 45.17  | 48.33  | 52.68  | 54.79     | 57.53  | 61.90  |
| 중간 제품 (리터당)              |        |        |        |           |        |        |
| 1.2% ABV ≤ 15% ABV              | 27.20  | 29.10  | 31.72  | 32.99     | 34.64  | 37.34  |
| 15% ABV ≤ 22% ABV               | 45.17  | 48.33  | 52.68  | 54.79     | 57.53  | 61.90  |
| 증류 제품 (에탄올 리터당)       |        |        |        |           |        |        |
| > 1.2% ABV                      | 501.41 | 506.42 | 511.48 | 516.59    | 521.76 | 526.97 |

## 역사
1766년 스웨덴 국왕 아돌프 프레드리크는 알코올 소비를 규제하려는 여러 차례의 실패 끝에 모든 제한을 폐지하기로 결정했다. 이로 인해 사실상 모든 가구가 알코올을 제조하고 판매하게 되었다.
19세기 초, 알코올은 스웨덴 사람들 사이에서 매우 인기가 많았다. 이 시기에는 약 17만 5천 개의 가정 증류소가 생겨났는데, 이들은 식량으로 소비될 엄청난 양의 곡물과 감자를 사용하여 알코올을 제조했다. 나중에틀:By whom 스웨덴 남성 대부분이 알코올을 남용했다고 전해진다. 여성들은 부적절하다고 여겨졌기 때문에 거의 술을 마시지 않았다.
1830년 스톡홀름에서 첫 번째 절주 모임이 시작되었다. 1837년에는 스웨덴 최초의 본격적인 금주 단체인 스웨덴 금주 및 대중 교육 협회(Svenska Sällskapet för Nykterhet och Folkbildning)가 설립되었다. 이 단체는 즉시 국왕의 지지를 받았고, 전국에 지부를 두면서 빠르게 1만 명의 회원을 확보했다. 스웨덴 교회 또한 금주를 강력히 장려했다. 알코올 판매로 인한 개인적 이득은 이들 단체로부터 강하게 비판받았으며, 이러한 의견은 의사와 스웨덴 교회 신자들에게 받아들여졌다. 1850년, 국가는 알코올을 규제하기 시작했다. 팔룬 시에서는 모든 알코올 판매를 규제하고 판매가 책임감 있게 이루어지도록 보장하기 위해 지역 단체가 설립되었다.
1860년 예테보리에 바가 문을 열었는데, 이곳은 국가가 직접 직원을 선발하고 운영 방식을 결정했다. 반사회적이거나 취한 사람은 제외되었다. 이곳은 사람들이 술을 구매하고 마시는 곳이었으며, 이후 노르웨이, 핀란드, 영국에서 사용된 예테보리 공공 주택 시스템의 토대가 되었다. 또한 이 해에 18세 미만에게 판매하는 것이 불법이 되었다. 유사한 국영 바와 상점이 전국 다른 도시에도 문을 열기 시작했고, 큰 성공을 거두었다. 원래 이익은 소유주가 사적으로 가졌지만, 1870년에는 모든 이익이 국가로 귀속되어야 한다고 결정되었다.
제1차 세계 대전 중에는 알코올이 엄격하게 배급되었다. 이에 따라 국영 바와 상점은 구매 내역을 등록하기 시작했다. 사람들은 3개월마다 주류를 2리터만 살 수 있었고, 알코올 도수 3.6% 이상(중량 2.8% 알코올)의 맥주는 금지되었다. 전쟁 후에도 배급은 계속되었는데, motbok이라는 가정 배급 장부를 사용하는 브라트 시스템이 적용되었다. 젠더, 수입, 재산, 사회적 지위에 따라 구매할 수 있는 알코올 양이 결정되었다. 실업자와 복지 수혜자는 전혀 알코올을 구매할 수 없었으며, motbok이 개인별이 아닌 가구별로 발행되었기 때문에 아내들은 남편과 가구 수당을 공유해야 했고 사실상 아무것도 얻지 못했다. 1917년 악티에볼라게트 스피리트센트랄렌(현재 V&S 그룹)이 설립되어 모든 알코올 도매 유통을 인수했다. 1922년 스웨덴 금주령 국민투표는 정부에 전면적인 금주령을 발행하지 말라고 권고했다. 배급 시스템은 매우 인기가 없었다. 금주 운동조차도 이를 반대하자(그들은 소비를 장려한다고 느꼈다), 정부는 새로운 정책이 필요하다고 결정했다.
1955년, 모든 지역 주류 독점 기업(Systemaktiebolaget)이 현재의 시스템볼라게트 기업으로 합병되었고, 위에서 언급된 배급 시스템은 폐지되어 사람들은 시스템볼라게트 상점에서 원하는 만큼 알코올을 구매할 수 있게 되었다(음주 상태가 아니며, 21세 이상이고, 나중에 개인 재판매를 위한 구매로 의심되지 않는 한). 이는 소비 증가로 이어져 정부는 세금을 대폭 인상하고 모든 사람이 주류를 제공받기 위해 신분증을 제시하도록 의무화했다. 또한 21세의 연령 제한이 있었는데, 1969년에는 20세로 낮아졌다. 1965년에는 사설 상점에서 4.5%까지의 맥주를 18세 이상에게 판매하는 것이 합법화되었다. 12년 후, 알코올 소비, 특히 가벼운 맥주(mellanöl) 소비가 급격히 증가한 후, 제한은 3.5%로 낮아졌다.
원래 시스템볼라게트 고객은 상점 직원에게 요청하거나 카운터 서비스를 통해 원하는 제품을 받아야 했다. 이 정책은 직접적인 대면 상호작용이 고객이 눈에 띄는 양으로 구매하는 것을 막을 것이라는 가설에 기반을 두었다. 고객은 1991년까지 직접 제품을 가져갈 수 없었다. 이 셀프 서비스 정책은 1991년부터 2014년까지 모든 시스템볼라게트 상점으로 점진적으로 확대되었다. 셀프 서비스로 전환된 마지막 시스템볼라게트 상점은 스톡홀름 남부의 회그달렌 지점으로, 2014년 10월에 전환되었다. 여전히 일부 상점에서는 고객이 요청해야 하는 카운터에 독주를 진열하고 있다.
1996년 9월, 시스템볼라게트는 유럽 사법 재판소가 박스 와인 판매를 거부한 시스템볼라게트의 조치가 EU의 스웨덴과의 자유 무역 협정을 위반했다고 주장한 스웨덴 양조장 스펜드룹스에 유리한 판결을 내린 후 카스크 와인 판매를 시작했다. 2000년대 중반까지 박스 와인은 시스템볼라게트에서 판매되는 와인 총량의 절반 이상을 차지했다.
2003년, 다른 EU 국가에서 스웨덴으로 여행할 때 거의 자유로운 개인 사용 할당량이 허용되었고, 이는 시스템볼라게트의 판매 감소로 이어졌다. 특히 다리 건설로 덴마크와 해상으로 접해 있는 스코네 지역에서 그러했다. 덴마크 물가 상승으로 인해 사람들은 대신 독일로 운전하여 구매한다. 일부 차량은 스웨덴 경찰에 의해 과적으로 단속되었지만, 술 수입으로는 단속되지 않았다. 4명이 합해서 총 800리터의 맥주와 와인을 소지할 수 있는데, 이는 많은 일반 차량의 허용 하중을 초과하는 양이다.
2007년 6월, 유럽 사법 재판소는 우편으로 주류를 개인적으로 수입하는 것에 대한 제한이 부당하다고 판결했다. 그 결과 스웨덴은 얼마 후 이를 허용했다.
스웨덴 지방 자치 단체는 관할 구역 내에 시스템볼라게트 상점 설립을 금지할 권리를 보유한다. 시간이 지남에 따라 이는 훨씬 드물어졌다. 이는 더 자유주의적인 정치적 태도와 사람들이 다른 지방 자치 단체로 쇼핑을 갈 때 다른 상점들이 고객을 잃는다는 믿음 때문이다.

## 부패 논란
대규모 부패 스캔들(Systembolagshärvan)은 2003년 가을에 처음으로 대대적인 언론의 주목을 받았다. 시스템볼라게트는 2003년 11월 7일 예비 조사에 관한 첫 번째 보도 자료를 발행했다. 2005년 2월 11일, 시스템볼라게트 상점 관리자 77명이 공급업체로부터 뇌물을 받은 혐의로 기소되었고, 현대 스웨덴 역사상 가장 큰 재판 중 하나가 이어졌다. 12월 19일 18명의 관리자가 유죄 판결을 받았고, 2월 23일에는 추가로 15명의 관리자가 유죄 판결을 받았다.
2009년 1월, 시장 점유율 8.5%로 시스템볼라게트의 두 번째로 큰 와인 공급업체인 폰드베리 & 코(Fondberg & Co)에 대해 지브롤터 회사 보데가스(Bodegas)에 대한 대규모 지불과 관련한 주장이 제기되었고, 스웨덴 세무청의 조사를 받고 있다.

## 광고
시스템볼라게트는 음주의 부작용에 대한 광고와 적절한 알코올 소비를 장려하는 광고를 만든다. 많은 광고는 십대들의 알코올 구매를 막고 25세 미만이 구매 시 자발적으로 신분증을 제시하도록 장려하는 것을 목표로 한다. 2008년 11월, 시스템볼라게트는 25세 미만인 사람들이 요청받기 전에 계산원에게 신분증을 제시하면 "신분증을 보여주셔서 감사합니다"라는 칭찬과 함께 무료 껌 한 팩을 받을 수 있는 캠페인을 시작했다.
시스템볼라게트는 판매를 늘리기 위해 제품을 광고할 수 없다. 그러나 2005년부터 생산자들은 스웨덴에서 제품을 광고할 수 있다(알코올 함량 15% 미만 제품만 해당하며, 라디오 및 TV에서는 불가).

## 여론
2023년 데이비드 칼손, 쇠렌 홀름베리, 레나르트 바이불이 실시한 연구에 따르면, 스웨덴인의 59%가 주류를 시스템볼라게트 상점에서만 계속 구매할 수 있도록 하는 것을 지지하며, 이 비율은 이전보다 증가했다.

## 같이 보기
- 주류 전매
- 스웨덴의 알코올
- 예테보리 공공 주택
- 금주 운동
- 주정부 상점
- 빈모노폴레트

## 더 읽어보기
- 그레이엄 버틀러 "Alcoholic Goods and Sweden: The EU Law of Private Imports, Retail Sale, and State Monopolies". 스톡홀름: 스웨덴 유럽 정책 연구소, 2022. ISBN 978-91-89498-04-4.

## 내용주
1. ↑  와인만 해당